# Ou Xuanyi

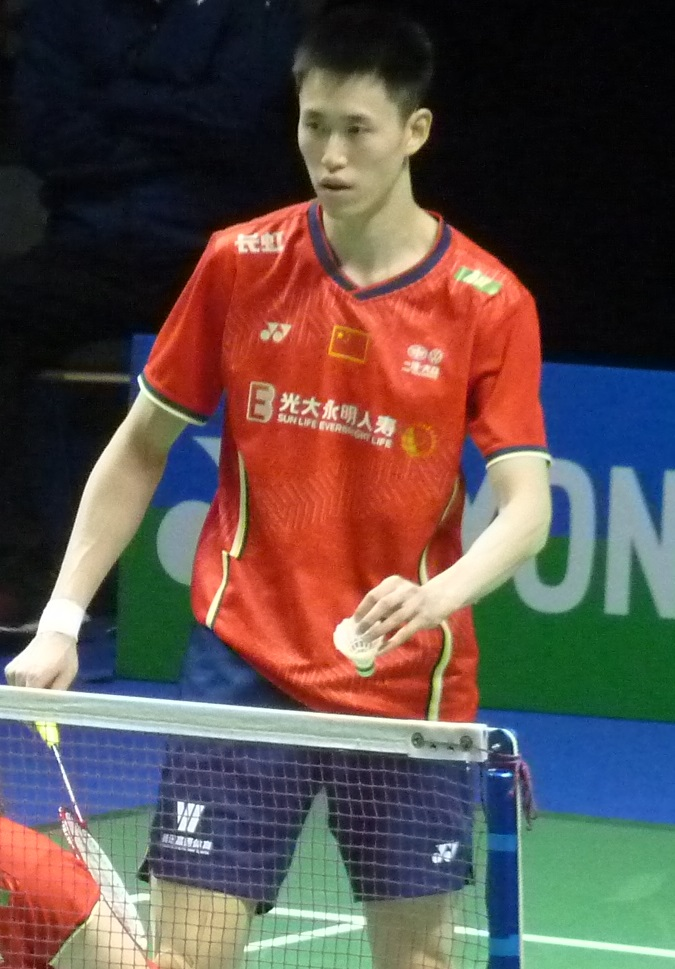
Ou Xuanyi bei den German Open 2022

Ou Xuanyi (chinesisch 歐烜屹, Pinyin Ōu Xuǎnyì; * 23. Januar 1994 in der Provinz Fujian) ist ein chinesischer Badmintonspieler.

## Karriere
Ou gab 2013 sein internationales Debüt bei den China Masters. 2016 siegte er mit Liu Xiaolong bei den Chinesischen Meisterschaften. Seinen ersten Erfolg bei einem internationalen Turnier feierte der Chinese 2017 an der Seite von Liu Lin beim indonesischen Walikota Surabaya Cup. 2018 triumphierte Ou bei zwei Wettkämpfen der BWF World Tour, als er im Mixed bei den Syed Modi International und im Herrendoppel bei den US Open erfolgreich war, während er bei den Singapore Open im Endspiel scheiterte. Im folgenden Jahr bezwang er mit dem chinesischen Nationalteam die japanische Auswahl im Endspiel der Mannschaftsasienmeisterschaften und erspielte den Titel. Außerdem zog er bei den Lingshui China Masters ins Finale ein und gewann mit seinem neuen Doppelpartner Zhang Nan bei den Akita Masters und den Indonesia Masters Super 100. 2020 erreichte Ou bei den Chinesischen Meisterschaften im Mixed den zweiten Platz. Zwei Jahre später wurde er im Gemischten Doppel mit Huang Yaqiong und mit dem Weltmeister Liu Yuchen jeweils Vizemeister bei den German Open und den Korea Masters. Außerdem feierte er den bis dahin größten Erfolg seiner Karriere im Herrendoppel, als er die Indonesia Open gewann.

## Sportliche Erfolge
| Jahr | Veranstaltung                  | Platz | Disziplin    | Spielpartner   |
| ---- | ------------------------------ | ----- | ------------ | -------------- |
| 2016 | Chinesische Meisterschaft 2016 | 1.    | Herrendoppel | Liu Xiaolong   |
| 2017 | Walikota Surabaya Cup 2017     | 1.    | Mixed        | Liu Lin        |
| 2018 | Syed Modi International 2018   | 1.    | Mixed        | Feng Xueying   |
| 2018 | US Open 2018                   | 1.    | Herrendoppel | Ren Xiangyu    |
| 2018 | Singapore Open 2018            | 2.    | Herrendoppel | Ren Xiangyu    |
| 2019 | Lingshui China Masters 2019    | 2.    | Herrendoppel | Ren Xiangyu    |
| 2019 | Belarus International 2019     | 1.    | Herrendoppel | Zhang Nan      |
| 2019 | Akita Masters 2019             | 1.    | Herrendoppel | Zhang Nan      |
| 2019 | Indonesia Masters 2019         | 1.    | Herrendoppel | Zhang Nan      |
| 2019 | Asienmeisterschaft 2019        | 1.    | Mannschaft   | China          |
| 2020 | Chinesische Meisterschaft 2020 | 2.    | Mixed        | Huang Dongping |
| 2022 | German Open 2022               | 2.    | Herrendoppel | Liu Yuchen     |
| 2022 | German Open 2022               | 2.    | Mixed        | Huang Yaqiong  |
| 2022 | Korea Masters 2022             | 2.    | Herrendoppel | Liu Yuchen     |
| 2022 | Korea Masters 2022             | 2.    | Mixed        | Huang Yaqiong  |
| 2022 | Indonesia Open 2022            | 1.    | Herrendoppel | Liu Yuchen     |